# Manuel Cano Tamayo
Manuel Cano Tamayo (Granada, 23 de febrero de 1925 - ibíd., 12 de enero de 1990) fue un guitarrista flamenco, compositor y profesor de música español.

## Biografía
Nacido en el seno de una familia donde la interpretación musical estaba a la orden del día (su padre tocaba la guitarra y su madre el laúd), recibió su primera guitarra a los siete años de manos de su abuelo. Estudió peritaje industrial, trabajo al que se dedicó para ayudar a su familia, así que inició tarde su carrera profesional como guitarrista, ya a finales de los años 1950. Ganó por oposición la cátedra de guitarra flamenca en el Conservatorio Superior de Música "Rafael Orozco" de Córdoba, lo que le permitió dedicarse a la formación al tiempo que componía. Editó una veintena de elepés, entre ellos, Evocación de la guitarra de Ramón Montoya (Premio Internacional de Disco Flamenco). Recorrió Europa y Japón dando conciertos, con gran éxito. En 1965 fue galardonado con el premio Sabicas de guitarra del Concurso Nacional de Arte Flamenco cordobés. En 1986 vio la luz su libro, La guitarra, historia, estudio y aproximaciones al arte flamenco, obra clave en el estudio de la guitarra flamenca y por el que ganó el premio de investigación de ese año en la cátedra de Flamencología de Jerez. Fue también académico numerario de la Real Academia de Bellas Artes de Granada y asesor de la Unesco. En 1992 y a título póstumo, recibió la Medalla de Andalucía al considerarse que fue un «instrumentista genial, estudioso del folklore andaluz, titular de la primera cátedra oficial de Guitarra Flamenca en el Conservatorio Superior de Música de Córdoba y compositor, siendo en gran impulsor de la investigación de nuestro folklore y un Maestro para las generaciones futuras».